# Lü Lin
Lü Lin, född 6 april 1969 i Kina, är en kinesisk idrottare som tog OS-guld i herrdubbel i bordtennis 1992 i Barcelona. Vid följande OS 1996 i Atlanta blev det en ny medalj i dubbel; även denna gång togs medaljen tillsammans med Wang Tao.